# Psychoda fungicola
Psychoda fungicola är en tvåvingeart som beskrevs av Tokunaga 1953. Psychoda fungicola ingår i släktet Psychoda och familjen fjärilsmyggor. Inga underarter finns listade i Catalogue of Life.